# Jami Masjid (Ahmedabad)
Pour les articles homonymes, voir Jama Masjid.
La Jami Masjid (signifiant « Mosquée du Vendredi ») est la plus vieille mosquée d'Ahmedabad, construite en 1424 sous le règne d'Ahmed Shah.
La Jami Masjid d'Ahmedabad était probablement la plus grande mosquée du sous-continent indien construite à cette période. Conçue comme une partie d'un plan de grande ampleur voulu par l'empereur, la mosquée est placée au sud de l'axe processionnel qui va de la Maidan-i Shah à la porte aux trois arches, Teen Darwaza. 
À l'ouest de la mosquée, se trouvent les tombes d'Ahmed Shah, de son fils et de son petit-fils, (Ahmad Shah Rauza). À proximité se trouvent les tombes de la reine et des autres épouses du sultan (Rani Ka Hazira).
Construit sur plusieurs années, le complexe de la mosquée a pour centre sur une vaste cour rectangulaire de 75 m de long et de 66 m de large. On pénètre dans la cour par 3 entrées, une au centre de chaque côté. La cour est bordée d'une colonnade sur 3 côtés, le hall de prière occupant le quatrième côté (Est). Au centre de la cour se trouve un bassin à ablutions rectangulaire. 
La salle de prière est rectangulaire également et couverte de 4 coupoles. Les 260 piliers qui portent les coupoles proviennent d'un temple hindou, elles divisent l'espace en 15 ouvertures. Le mur de prière, le qibla est décoré.
Des écrans de pierre ajourée (des 'jalis') sont placés entre les piliers des deux ouvertures centrales. Le portail principal est encadré par deux colonnes, restes de deux minarets (dits 'minarets tremblants') qui furent détruits par les tremblements de terre de 1819 et 1957. 
L'inscription sur le mihrab commémore l'inauguration de la mosquée le 4 janvier 1424 par le sultan Ahmad Shah I. 
La mosquée était à l'origine destinée uniquement à l'usage privé des sultans.